# Sigfried Giedion
Sigfried Giedion (ur. 14 kwietnia 1888 w Pradze, zm. 10 kwietnia 1968 w Zurychu) – szwajcarski historyk architektury, znawca architektury współczesnej.
Początkowo studiował mechanikę, później historię sztuki (pod kierunkiem H. Wölfflina), 1923 zetknął się w Weimarze ze środowiskiem Bauhausu. W 1925 podjął współpracę z Le Corbusierem, 1928-1956 zajmował stanowisko sekretarza generalnego Międzynarodowego Kongresu Architektury Nowoczesnej (CIAM), jednocześnie 1938–1939 wykładał na Uniwersytecie Harvarda w Cambridge, a 1948-1959 na politechnice w Zurychu. Napisał m.in. prace Przestrzeń, czas, architektura (1941, wyd. pol. 1968) i Mechanization Takes Command (1948), które ukazują źródła i drogi rozpowszechniania się w architekturze racjonalizmu, a także prace Ewige Gegenwart. Die Anfänge der Architektur (1965), Phänomen des Wandels (1969) i Wege in die Öffentlichkeit (1987).

Poglądy Giediona na architekturę mieszkalną obrazuje poniższy cytat z książki jego autorstwa pt. Befreites Wohnen:
Piękno?
Piękny jest dom, który wspiera nasze pozytywne nastawienie do życia. A to wymaga: światła, powietrza, ruchu, przestrzeni.
Piękny jest dom, który jest tak zaprojektowany, że może dopasować się do wszystkich uwarunkowań terenu.
Piękny jest dom, który pozwala żyć w kontakcie z niebem i koronami drzew.
Piękny jest dom, który zamiast cienia (filary międzyokienne) oferuje światło (szklane ściany).
Piękny jest dom, którego wnętrza nie wywołują klaustrofobii.

Piękny jest dom, którego wdzięk wypływa z harmonii doskonale połączonych funkcji.